# Agrotis bombycia
Agrotis bombycia är en fjärilsart som beskrevs av Ev. 1851. Agrotis bombycia ingår i släktet Agrotis och familjen nattflyn. Inga underarter finns listade i Catalogue of Life.